# سیارک ۱۵۰۵
سیارک ۱۵۰۵ (به انگلیسی: 1505 Koranna، نامگذاری:1939HH) هزار و پانصد و پنجمین سیارک کشف شده‌است که در ۲۱ آوریل ۱۹۳۹ کشف شد.
قدر مطلق سیارک برابر ۱۱٫۶۰ است.